# الكسندر إس. والاس
الكسندر إس. والاس (بالإنجليزية: Alexander S. Wallace)‏ هو سياسي أمريكي، ولد في 30 ديسمبر 1810 في الولايات المتحدة، وتوفي في 27 يونيو 1893 في نفس البلد. حزبياً، نشط في الحزب الجمهوري. وقد انتخب عضو مجلس نواب كارولاينا الجنوبية وانتخب عضو مجلس النواب الأمريكي.